# Volodimir Fedorovics Muntyan
Volodimir Fedorovics Muntyan (ukránul: Володимир Федорович Мунтян, oroszul: Владимир Фёдорович Мунтян [Vlagyimir Fjodorovics Muntyan], románul: Vladimir Muntean; Kotovszk, Szovjetunió, 1946. szeptember 14. –) román származású ukrán labdarúgó-középpályás, edző.